# Hexatoma velveta
Hexatoma velveta là một loài ruồi trong họ Limoniidae. Chúng phân bố ở miền Tân bắc.